# ŽNL Šibensko-kninska 2001./02.
Ovaj članak je podtema članka: 4. rang HNL-a 2001./02.

ŽNL Šibensko-kninska u sezoni 2001./02. je predstavljala jedinu županijsku ligu u Šibensko-kninskoj županiji te ligu četvrtog stupnja hrvatskog nogometnog prvenstva. 
 
Sudjelovalo je devet klubova, a prvak je bio klub Vodice.

## Sustav natjecanja
Devet klubova je igralo dvokružnu ligu.

## Sudionici
- Dinara – Knin
- Janjevo – Kistanje
- Mihovil – Šibenik
- Mladost – Tribunj
- Rudar – Siverić, Drniš
- SOŠK – Skradin
- Vodice – Vodice
- Zagora – Unešić
- Zrinski – Kijevo

## Ljestvica
| Poz. | Momčad           | U  | P  | N | I  | G+ | G– | G+/– | Bod. | Nastavak natjecanja ili ispadanje |
| ---- | ---------------- | -- | -- | - | -- | -- | -- | ---- | ---- | --------------------------------- |
| 1.   | Vodice (P)       | 16 | 13 | 1 | 2  | 42 | 9  | +33  | 40   | Kvalifikacije za 3. HNL – Jug     |
| 2.   | Dinara           | 16 | 12 | 2 | 2  | 33 | 6  | +27  | 38   |                                   |
| 3.   | SOŠK Skradin     | 16 | 9  | 2 | 5  | 47 | 23 | +24  | 29   |                                   |
| 4.   | Zrinski Kijevo   | 16 | 8  | 5 | 3  | 42 | 23 | +19  | 29   |                                   |
| 5.   | Zagora Unešić    | 16 | 9  | 0 | 7  | 28 | 25 | +3   | 27   |                                   |
| 6.   | Rudar            | 15 | 6  | 1 | 8  | 23 | 32 | −9   | 19   |                                   |
| 7.   | Mihovil          | 15 | 3  | 4 | 8  | 15 | 29 | −14  | 13   |                                   |
| 8.   | Mladost Tribunj  | 16 | 2  | 1 | 13 | 14 | 55 | −41  | 7    |                                   |
| 9.   | Janjevo Kistanje | 16 | 0  | 2 | 14 | 8  | 49 | −41  | 2    |                                   |

## Rezultatska križaljka
| kratica | klub             | DIN | ZRI | JANJ | MIH | MLA | SOŠK | RUD | VOD | ZAG |
| --- | ---------------- | --- | --- | ---- | --- | --- | ---- | --- | --- | --- |
| DIN | Dinara Knin      |     |     |      |     |     |      |     |     |     |
| ZRI | Zrinski Kijevo   |     |     |      |     |     |      |     |     |     |
| JANJ | Janjevo Kistanje |     |     |      |     |     |      |     |     |     |
| MIH | Mihovil Šibenik  |     |     |      |     |     |      |     |     |     |
| MLA | Mladost Tribunj  |     |     |      |     |     |      |     |     |     |
| SOŠK | SOŠK Skradin     |     |     |      |     |     |      |     |     |     |
| RUD | Rudar Siverić    |     |     |      |     |     |      |     |     |     |
| VOD | Vodice           |     |     |      |     |     |      |     |     |     |
| ZAG | Zagora Unešić    |     |     |      |     |     |      |     |     |     |
| |                  |     |     |      |     |     |      |     |     |     |
| podebljan rezultat - utakmice od 1. do 9. kola (1. utakmica između klubova) rezultat normalne debljine - utakmice od 10. do 18. kola (2. utakmica između klubova) rezultat nakošen - nije vidljiv redoslijed odigravanja međusobnih utakmica iz dostupnih izvora rezultat nakošen i smanjen * - iz dostupnih izvora nije uočljiv domaćin susreta prekrižen rezultat - poništena ili brisana utakmica p - utakmica prekinuta 3:0 p.f. / 0:3 p.f. - rezultat 3:0 bez borbe |                  |     |     |      |     |     |      |     |     |     |

 Izvori: 